# Lycosa nigrotibialis
Espèce
Lycosa nigrotibialis est une espèce d'araignées aranéomorphes de la famille des Lycosidae.

## Répartition
Décrite à partir d'un spécimen collecté en Birmanie, cette espèce se rencontre aussi en Afghanistan, au Bouthan, en Inde et au Pakistan,. Deux spécimens ont également été collectés au Népal, sur le camp de base de l'Everest, à une altitude supérieure à 5 300 m.

## Description
Lycosa nigrotibialis mesure environ 16,5 mm. Elle est brune, l'abdomen étant un peu plus clair que le céphalothorax.

## Systématique et taxinomie
L'espèce est décrite en 1884 par Eugène Simon.

## Publication originale
- Eugène Simon, « Arachnides recueillis en Birmanie par M. le chevalier J. B. Comotto et appartenant au Musée civique d'histoire naturelle de Gènes », Annali del Museo Civico di Storia Naturale di Genova, vol. 20, no 20,‎ 1884, p. 325-372